# Srednje, Benečija
Srednje (narečno Sriednje, italijansko Stregna, furlansko Stregne) je občina s 345 prebivalci (stanje 30. junij 2017) v italijanski deželi Furlanija - Julijska krajina v Nadiški dolini. Občina Srednje meji na naslednje občine: Kanal ob Soči (SLO), Garmak, Prapotno, Podutana.

## Geografska lega
Območje občine Sriednje se razteza na območju 19,7 km² okrog planine Kum do meje z občino Prapotno, ob obeh straneh reke Idrija (italijansko Judrio) in potoka Arbeč (italijansko Erbezzo).
Nadmorska višina se giblje od 198 m n.m. pri dnu doline pri Zamirju, do 912 m n.m. na vrhu Planine Hum.
Naselje, ki se nahaja na najvišji nadmorski višini 642 m n.m., je Gorenji Tarbij, jugozahodno od Planine Hum. Drugi zaselki so raztreseni na hribovitih pobočjih, ki se dvigujejo iz doline potoka Arbeč in rečice Idrije in planoti, ki jo prečka panoramska cesta, ki vodi do svetišča Blažene device na Stari gori. Planota, ki ponuja čudovit razgled na sosednje doline, se nahaja na nadmorski višini od 600 do 670 m in se delno uporablja za gojenje koruze in drugih žit, medtem ko se na območju planine vzdržujejo travniki za proizvodnjo sena in za pašo živine. 
 Med številnimi gorami na tem območju poleg zgoraj omenjene planine Hum je gora Sveta Lena (italijansko Monte Santa Maria Maddalena), 682 m gora Svet Ivan (italijansko San Giovanni) visoka 702 m in gora Špik visoka 690 m.
Območje občine prečka Italijanska transverzala, označena z znakom CAI (Club Alpino Italiano, Italijanski alpinistični klub) številka 747 (Planinska pot po Nadiški dolini), na kateri so še vidni ostanki utrdb in jarkov, zgrajenih med prvo svetovno vojno. V severnem delu občine lahko sledite poti Klinški Malin - Brieg, ki se začne na 306 metrih na reki Idrija in prečka bogate bukove gozdove, kjer se dvigne na 802 metra.

## Etnična sestava prebivalstva
Po popisu prebivalstva iz leta 1971 se je 72,3% prebivalcev v občini Srednje v Benečiji opredelilo, da so Slovenci.

## Geografska poseljenost

### Zaselki
Černeče (Cernetig), Dolenji Tarbij (Tribil Inferiore), Duge (Dughe), Gorenji Tarbij (Tribil Superiore), Gnjiduca (Gnidovizza), Klinac (Clinaz), Oblica (Oblizza), Podgora (Podgora), Polica (Polizza), Podsriednje (Postregna), Preserje (Presserie), Raune (Raune), Šalguje (Saligoi), Varh (Varch) in Zamir (Zamir).

### Vasi
Bajar (Baiar), Klinški Malin (Ponte Clinaz), Kobilca (Cobilza), Melina (Melina) in Urataca.